# Ostrožka stračka
Ostrožka stračka (Consolida regalis) je rostlina z čeledi pryskyřníkovitých (Ranunculaceae).

## Popis
Jedná se o jednoletou bylinu, která dorůstá nejčastěji do výšky 20–120 cm. Lodyhy jsou přímé, olysalé až roztroušeně chlupaté. Listy jsou 2x-3x zpeřené s čárkovitými úkrojky, řapíkaté, horní až skoro přisedlé a méně dělené, přízemní brzy zasychají. Květy jsou souměrné (zygomorfní), jsou uspořádány do květenství, kterým je řídká lata. Na bázi květních stopek jsou listeny, které jsou čárkovité, dolní pak trojsečné s čárkovitými úkrojky, na květních stopkách jsou čárkovité listénce. Květy jsou převážně modré až modrofialové, zřídka bílé nebo růžové. Kališních lístků je 5, jsou petalizované (napodobují korunu), zpravidla modré až modrofialové, zřídka jiné barvy, horní nese asi 15–22 mm dlouhou ostruhu. Korunní lístky jsou 2, jsou srostlé, také ostruhaté, modré až bělavé barvy, nesou nektaria. Kvete v červnu až v srpnu. Tyčinek je nejčastěji 8–10. Plodem je asi 16–20 mm dlouhý měchýřek, měchýřky jsou jednotlivé, většinou lysé, na vrcholu s asi 2–3 mm dlouhým zobánkem. Počet chromozomů je 2n=16.

## Rozšíření

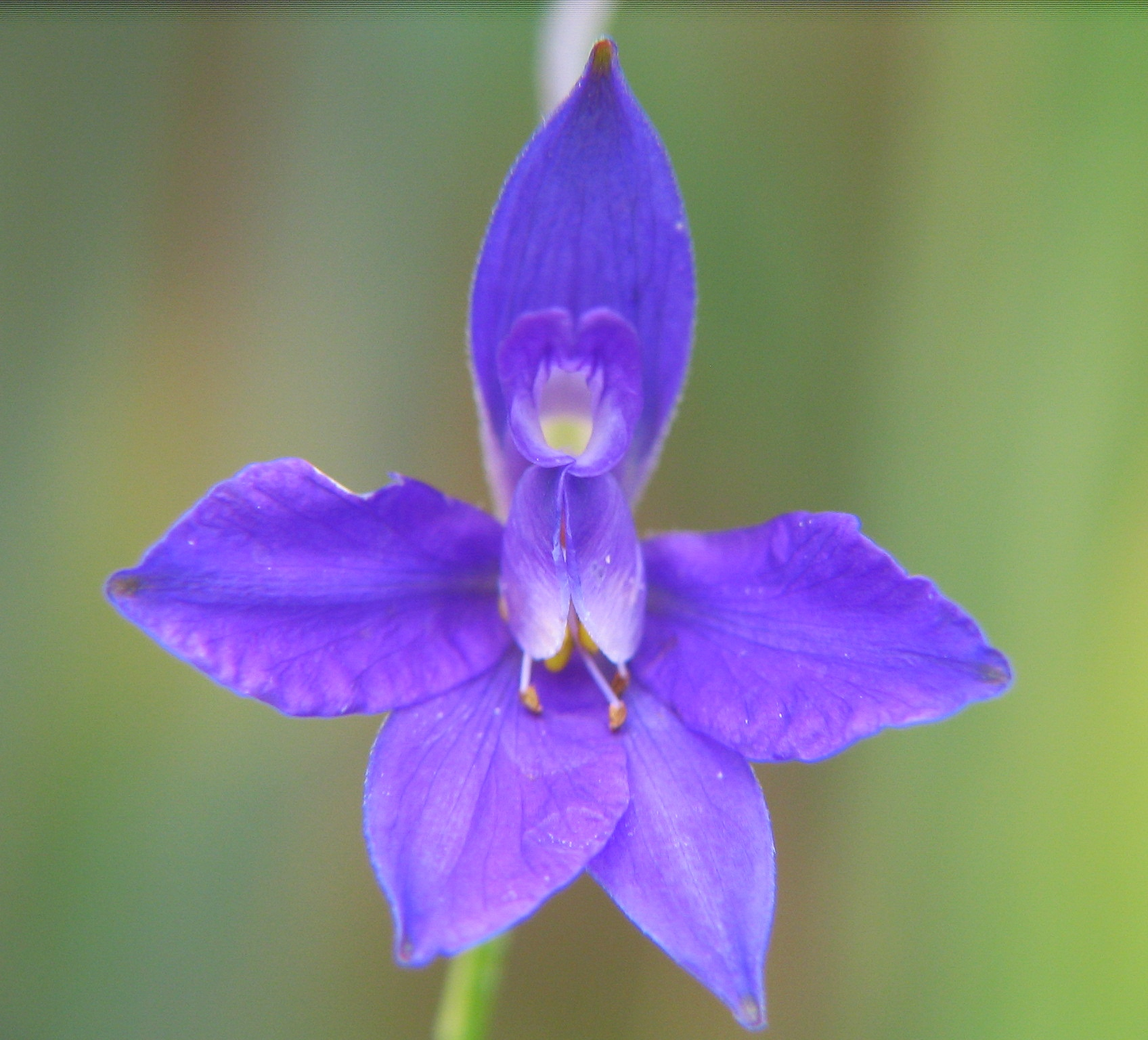
Detail květu

Ostrožka stračka roste přirozeně skoro po celé Evropě, chybí jen na úplném severu, na Islandu, ve Velké Británii a místy i na jihu, třeba na Pyrenejském poloostrově. Přesahuje do západní a jihozápadní Asie. Byla člověkem zavlečena do Severní Ameriky. V České republice roste od nížin do podhůří, nejčastěji jako plevel v obilí. Dnes je vzácnější než dříve kvůli používání herbicidů.

## Použití
Rostlina obsahuje jedovaté alkaloidy. Sušením nať svou jedovatost ztrácí, semena nikoli. Občas se vyskytly otravy hospodářských zvířat, zejména koní. Ostrožka stračka může způsobit podráždění pokožky a vyšší dávky, zejména semen, i příznaky otravy: zvracení, nevolnost, průjem, nadměrné pocení.
V minulosti měly všechny části této byliny uplatnění v medicíně. Nazývala se dříve také „Calcatrippa", a proto se v lékárnách vyskytovalo dvojí označení: kořen Radix calcatrippae nebo Radix consolidae (regalis), nať Herba calcatrippae nebo Herba consolidae (regalis), květ Flos calcatrippae nebo Flos consolidae (regalis), semeno Semen calacatrippae nebo Semen consolidae (regalis). Květ se někdy podle dalšího synonyma označoval i jako Flos Delphinii consolidae.
Ve středověku byla rostlina vysoce ceněným lékem v ranhojičství a sloužila k rychlému zacelování („konsolidování") ran rozmanitého původu, což dosud připomíná její latinský název (Consolida) i starší český název „svalník". Ještě renesanční lékař Pietro Mattioli píše ve svém herbáři: „Ranhojiči užívají této byliny do nápojů, které dávají píti raněným, neboť svaluje [= zaceluje] a hojí, odkud ji také nazývají Consolida."
Používání ostrožky stračky v medicíně ustoupilo postupně do pozadí, ale udrželo se v lidovém léčitelství. Květ a občas i nať jsou používány (často v kombinaci s jinými drogami) jako prostředek močopudný při zánětech dolních cest močových a močových kaméncích i jako mírné projímadlo; někdy bývají i součástí čajů proti kašli. Lihový výtažek je užíván jako prostředek proti střevním parazitům (hlístům). Při zavšivenosti se doporučuje vařit 50 g roztlučených semen 3 minuty ve čtvrt litru vody a tímto odvarem několikrát denně umývat postižené vlasy. Proti vším a muňkám lze zhotovit i mast (30 g práškovaných semen na 100 g vazelíny). Ostrožka stračka není neškodná bylina, a proto by se její využití k léčebným účelům mělo dít pod lékařským dozorem.
Rostlina měla i neléčebné upotřebení. Šťáva z květů obsahuje zelené barvivo, jež se po svaření s kamencem mění v modré. Tato barviva se používala k barvení cukrovinek a očních vodiček.